# دينيس مارشال (سياسي)
دينيس مارشال (بالإنجليزية: Denis Marshall)‏ هو فلاح وسياسي نيوزلندي، ولد في 23 سبتمبر 1943. انتخب عضو مجلس النواب النيوزيلندي.